# Pietriș (okręg Aluta)
Pietriș – wieś w Rumunii, w okręgu Aluta, w gminie Baldovinești. W 2011 roku liczyła 338 mieszkańców.